# Nectomys palmipes
Nectomys palmipes es una especie de roedor de la familia Cricetidae.

## Distribución geográfica
Se encuentra en Trinidad y Tobago y Venezuela. 